# 審食其
審 食其（しん いき、拼音：Shěn Yì-jī、? - 紀元前177年）は、前漢の人。沛の人。

## 略歴
劉邦が沛公となり自立すると、父の劉太公を世話する者として兄の劉喜と審食其を太公に付けた。
高祖2年（紀元前205年）、漢王劉邦は楚の項羽（項羽）に敗れ、妻子を置いて逃走した。劉邦の妻呂雉（呂后）と劉太公は項羽の捕虜となったが、審食其は呂后らに従い世話をした。
その後、呂后らは漢王の元へ戻り、審食其も漢王に従った。
高祖6年（紀元前201年）、辟陽侯に封じられた。
高祖8年（紀元前199年）、趙王張敖の高祖暗殺未遂事件が起こると、趙王の元の側室で高祖の寵愛を受けた劉長の母の趙夫人も、連座して獄に繋がれた。彼女の弟が審食其を通して呂后に助命を願ったが、呂后は嫉妬して取り上げず、審食其もこの件を強くは言わなかった。劉長の母は劉長を産むと自殺した。
高祖12年（紀元前195年）、燕王盧綰が反乱を企んでいるという情報を得た高祖は、審食其と御史大夫趙堯を向かわせて盧綰を迎えさせたが、盧綰は疑い、病気を称して出てこなかった。
その年、高祖が死ぬと、呂后は審食其と「諸将はかつて高祖と同じ民であったのに部下になっているため、内心穏やかではない。そこで若い主に交代するのは、諸将を皆殺しにしない限り天下は不安定であろう」と謀り、敢えて高祖の喪を発表せずにいた。しかしそれを聞いた酈商は審食其を「諸将を皆殺しにしようとすれば天下は危うい。各地に居て兵を率いている諸将が黙ってはいないだろう」と説得したため、呂后は喪を発表した。
恵帝7年（紀元前188年）に典客となり、翌年呂后元年に左丞相となった。しかし、彼は丞相ではあったが郎中令のように宮殿内を監視し、官僚はみな彼を通して決裁を得た。
高后8年（紀元前180年）、呂后が死ぬと、太傅となった。呂氏の乱にて呂氏一族が滅ぼされた後、再度丞相となったが、文帝が即位する頃にまた罷免された。
文帝前3年（紀元前177年）、淮南王となっていた劉長は、母を真剣に助けようとしなかった審食其を恨んでおり、審食其の元を訪ねると殺害した。
審食其は幽侯と諡された。侯国は審平が継いだが、景帝2年（紀元前155年）に謀反の罪で自殺した。